# Hello Ghost
Hello Ghost è un film del 2010, diretto da Kim Young-tak.

## Trama
San-man, in preda alla depressione, tenta il suicidio. Fortunatamente sopravvissuto, da quel momento scopre di essere in grado di vedere quattro fantasmi, i quali gli girano intorno di continuo senza abbandonarlo mai. Insieme a un'infermiera conosciuta in ospedale, San-man scoprirà l'incredibile verità che si cela dietro il suo dono.